# Prisioneros en la guerra del Pacífico

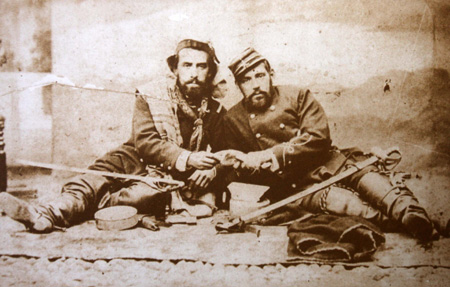
Según el libro "Retratos. Los héroes olvidados de la Guerra del Pacífico", de los autores Mauricio Pelayo González, Christian Arce Godoy y Eduardo Gardella Brusco, la foto superior muestra a un prisionero chileno y su carcelero peruano con los uniformes intercambiados como una demostración de humor y camaradería entre ambos, en Tarma, Perú.

Prisioneros en la guerra del Pacífico fueron las personas, civiles o militares, a quienes una de las fuerzas beligerantes les restringió, en forma personal, su libertad de movimiento a causa del conflicto que enfrentó a Chile contra Perú y Bolivia (1879-1883). Fueron hechos prisioneros soldados, civiles, hombres, mujeres, beligerantes, ciudadanos de países neutrales y diplomáticos.
En la segunda mitad del siglo XIX el derecho internacional humanitario había logrado con el Código Lieber y la Declaración de Bruselas de 1874 establecer un mínimo de garantías para los combatientes y civiles en una guerra que aún debían ser aplicados a la realidad de un conflicto armado.
Desde entonces han cambiado las costumbres de la guerra y las conductas y vivencias de captores y prisioneros difieren con respecto a las actuales.

## Prisioneros durante la guerra
Podemos diferenciar varios tipos de prisioneros durante la Guerra. 
1. Cronológicamente los primeros son los residentes chilenos en Perú que no lograron salir en el plazo de 8 días estipulado por el gobierno peruano.
2. Tras el comienzo de las hostilidades, se engrosaron las filas de prisioneros con los soldados y marinos de ambos bandos que debían rendir sus armas. Son las personas que hoy conocemos como prisionero de guerra.
3. Tras la ocupación de Lima, el gobierno chileno ordenó la relegación de los así llamados notables peruanos, estos eran conocidos peruanos de alta alcurnia o poseedores de grandes fortunas. Pueden ser considerados como presos políticos.
4. Existen dos situaciones que revisten especiales circunstancias, el secuestro de diplomáticos desde barcos neutrales y la captura de torpedistas foráneos al servicio del Perú

## Prisioneros civiles chilenos

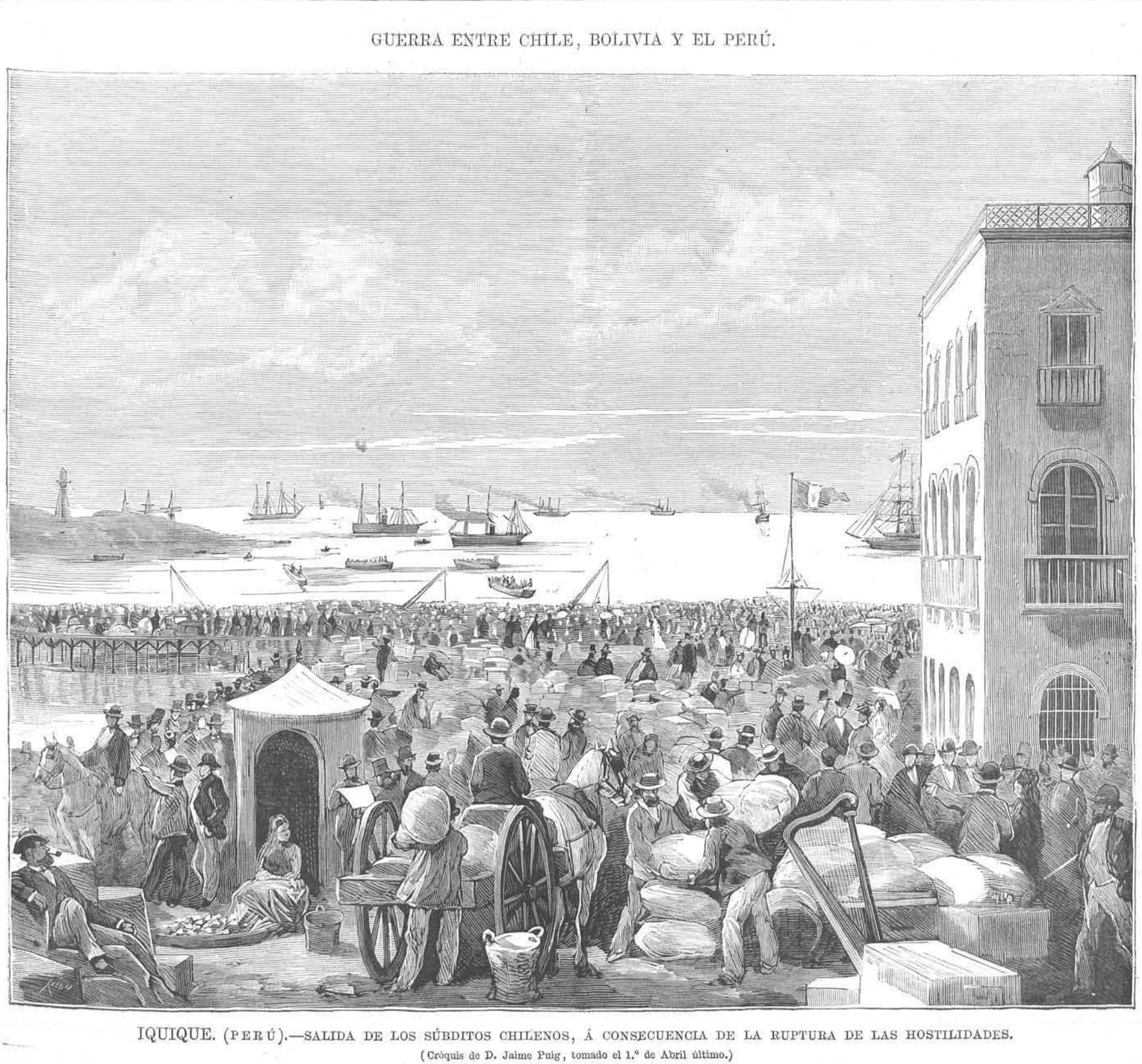
La revista española La Ilustración Española y Americana publicó el 15 de junio de 1879 un grabado (hecho en abril) de ciudadanos chilenos en Iquique esperando una oportunidad para abandonar Perú. Los que no pudieron salir, por enfermedad o falta de dinero, fueron encarcelados.

Los primeros prisioneros fueron los chilenos (civiles) inmigrantes en Perú y Bolivia que fueron expulsados de los países que habitaban y que por alguna razón no pudieron salir de Perú. No se conocen casos de chilenos encarcelados en Bolivia, pero sí en Perú.
En Perú, la expulsión fue decretada por el presidente Mariano Ignacio Prado el 15 de abril «para asegurar el éxito de las operaciones militares»; en el plazo de 8 días todos los chilenos debían abandonar el país, exceptuando a los que habitasen en él más de diez años, siendo casados con peruanas y propietarios de bienes raíces. Cualquier infracción sería castigada con la internación del rebelde.: 208  Dos días más tarde las excepciones fueron suspendidas, argumentando «los últimos hechos practicados por [...] la Escuadra chilena, atacando sin previo aviso [...] los puertos indefensos de Mollendo, Iquique i Pabellón de Pica»: todos los ciudadanos chilenos debían abandonar territorio peruano.: 208 
Más de mil chilenos permanecieron en prisión en Lima y El Callao hasta la ocupación de la capital del Perú por las fuerzas invasoras en enero de 1881. Otros fueron enviados a trabajos forzados a las minas de carbón de Junín, y todavía a fines de 1879 y principios de 1880 llegaban informes de las persecuciones que debían sufrir los chilenos: el 19 de noviembre de 1879 el embajador británico en Lima, Spencer St John, representó ante el gobierno peruano la acusación del ciudadano inglés Henry Pender, quien había sido brutalmente golpeado y sus pertenencias robadas por soldados peruanos que lo confundieron con un chileno durante asonadas contra mujeres chilenas casadas con ciudadanos extranjeros que aún permanecían en Perú.: 169 

## Prisioneros de guerra
| Lugar                                        | Chilenos | Aliados | Observaciones |
| -------------------------------------------- | -------- | ------- | ------------- |
| Campaña naval de la guerra del Pacífico      | 374      | 333     |               |
| Ocupación de Antofagasta Campaña de Tarapacá | 70       | 316     |               |
| Campaña de Tacna y Arica                     | 80       | 2480    |               |
| Campaña de Lima                              | 1        | 1734    |               |
| Campaña de la Sierra                         | 27       | 156     |               |
| Total                                        | 552      | 4947    |               |

Patricio Ibarra Cifuentes cita en su obra La guerra en cautiverio, los prisioneros de la Guerra del Pacífico (1879-1884) los siguientes artículos como definitorios de la calidad de prisionero:
1. El artículo 9 del s:Proyecto de declaración concerniente a las leyes y costumbres de la guerra en Bruselas 1874 sobre las condiciones que debe cumplir un combatiente para ser protegido por las leyes de la guerra: pertenecer a un cuerpo con un distintivo fijo, bajo el mando de una persona responsable de sus actos, que respeten las leyes de la guerra y lleven sus armas al descubierto.[5]: 28
2. Los artículos 49 y 50 del Código Lieber para definir que es un prisionero de guerra: los soldados que se rindan o sean capturados, individual o colectivamente, heridos o incólumes, armados o de un servicio. También los civiles que acompañaban al ejército eran susceptibles de ser tomados prisioneros.[5]: 28
3. El artículo 60 del mismo sobre las circunstancias en que está permitido no dar cuartel: si su propia seguridad le hace imposible sobrecargarse de prisioneros.[5]: 29
4. El artículo 61 del mismo que prohíbe matar al enemigo incapaz de hacer daño.[5]: 30
5. El artículo 52 del mismo que quita la protección a los civiles en rebelión contra el ejército ocupante.[5]: 31
6. El artículo 88 del mismo que permitía la pena capital para los espías, hombres o mujeres, que hubiesen conseguido sus fines o no.[5]: 32

Podemos agregar a esas leyes la interpretación del jurisconsulto inglés Henry James Sumner Maine, que, citando un manual militar inglés, en 1887 consideraba contrario a las leyes de la guerra que un estado tomara como prisioneros a los civiles del país enemigo inmigrantes en su territorio.: 131- 

### Tratamiento a los prisioneros de guerra
En cuanto a sus derechos en cautiverio, continua Ibarra Cifuentes, se debía aplicar las siguientes reglas:
1. El artículo 56 del Código Lieber que garantizaba al cautivo un tratamiento sin tormentos, deshonores, represalias, castigos, aprisionado, etc.[5]: 32
2. El artículo 76 del mismo, que daba al cautivo, en cuanto fuese posible, alimentación y trato digno.[5]: 33
3. El artículo 75 del mismo permitía su encarcelación si se creyera necesario.[5]: 33
4. El artículo 25 de la Conferencia de Bruselas de 1874 que permitía el empleo de prisioneros en obras que no fuesen directamente militares y que no fuesen excesivas o humillantes. El salario debía serles entregado o utilizado para mejorar su condición y los gastos de manutención podían ser deducidos de él.[5]: 33
5. El artículo 77 del Código Lieber que prohibía la pena de muerte a los prisioneros capturados en un intento (personal) de evasión, pero si la autorizaba en caso de descubrirse una conspiración para escapar en grupo o para derrocar el gobierno que les mantenía prisioneros.[5]: 34
6. El artículo 80 del Código Lieber que prohibía a un captor obtener informaciones militares de un cautivo o castigarlo por haber dado falsas.[5]: 35

### Depósito de prisioneros
Antes de septiembre el gobierno chileno organizó el Depósito de Prisioneros, una dependencia del ejército bajo el mando de José Antonio Bustamante (hijo de José Antonio Bustamante Donoso: 57 ) con el cargo de "Comandante de prisioneros", encargada de realizar los gastos, traslados, alojamiento y, cuando ordenado por el gobierno, liberación de los cautivos.: 172  Cuando llegaron los prisioneros del Huáscar, Bustamante los alojó en el Versalles chileno,: 57  en San Bernardo a pocos kilómetros de la capital. Sin embargo, esta gentileza cambiaría a lo largo de la guerra, cuando comenzaron a llegar los notables de Lima en 1882.

### Política bolivianay prisioneros
La Política boliviana del gobierno chileno durante la Guerra fue una estrategia política para separar a Bolivia de Perú por medio de ofrecerle una salida al mar a través de Arica. Para lograrlo el gobierno de Domingo Santa María desistió tras la Campaña de Tarapacá de un desembarco cerca de Lima y prefirió la Campaña de Tacna y Arica porque permitía ofrecer a Bolivia esos territorios y asentar una Zona colchón entre Perú y Chile.
En vista de que el gobierno boliviano de Daza no se mostraba afín a la idea de cambiar el bando, Chile comenzó a liberar oficiales bolivianos prisioneros que consideraba partidarios de aceptar la oferta de Santa María y promover en Bolivia, abierta o secretamente, un cambio en ese sentido.

### Canjes de prisioneros
Como respaldo legal del canje de prisioneros, Ibarra Cifuentes cita los artículos 105 y 106 del mentado código del ejército estadounidense, que preveía un intercambio hombre por hombre, grado por grado y herido por herido y bajo las condiciones que acordasen los beligerantes. También se podían intercambiar varios rangos menores por un oficial de acuerdo siempre a lo acordado por los gobiernos beligerantes o sus comandantes en terreno.: 35–36 
La Convención de Ginebra de 1864 en su artículo 6 también estipulaba, entre otros:
... Los comandantes en jefe tendrán la facultad de entregar inmediatamente a las avanzadas enemigas a los militares enemigos heridos durante el combate cuando las circunstancias lo permitan y con el consentimiento de las dos partes. Serán enviados a su país los que, después de curados, fueren reconocidos inútiles para el servicio.
También podrán ser enviados los demás a condición de no volver a tomar las armas mientras dure la guerra...
Los beligerantes hicieron uso de estas disposiciones para intercambiar prisioneros, entregar soldados enemigos heridos y devolver unidades de sanidad atrapadas en la retaguardia enemiga.

### Palabra de honor
Conforme a las costumbres militares de la segunda mitad del siglo XIX, se le asignaba un gran valor a la honra, dignidad y rango de una persona. Por esa razón se podía dar alguna libertad restringida a los prisioneros si juraban no volver a tomar las armas contra el estado captor durante el curso de esa guerra. Respecto a este mecanismo, Ibarra Cifuentes presenta y comenta los artículos 120, 122, 133, 124 y 78 codificados por Francis Lieber para el ejército yanqui durante la guerra civil estadounidense, en 1863. En los citados artículos se estipula que el compromiso se basa en la buena fe y el honor del prisionero para permitirle ciertas libertades, que era prerrogativa del captor ofrecer tales ventajas, y que el estado enemigo podía rechazar los compromisos acordados entre el prisionero y su captor. La recaptura de un prisionero que hubiese violado su palabra de honor podía significarle la pena capital.: 36–37 
Rafael Mellafe sostiene, al contrario de Ibarra Cifuentes,: 268–269  que dar la "palabra de honor" por escrito era algo innecesario pues estaba previsto en el artículo 6 de la Convención de Ginebra. Esa sería la razón por la cual en ninguna parte se encuentren documentos escritos con tales declaraciones.: 146–148 

### Violaciones a las leyes de la guerra
En muchos de los enfrentamientos ocurridos durante la guerra los bandos en pugna se acusaron, a veces las acusaciones provenían de sus mismas filas, de no respetar la vida de los prisioneros. No hubo investigaciones neutrales de los hechos por lo que la historia está limitada a solamente reproducir las acusaciones. El tratamiento histórico del tema está teñido por la parcialidad, porque "en forma comprensible, es una materia signada y atravesada por pasiones patrióticas muchas veces reñidas con la objetividad", como expresa Pereyra cuando se refiere a toda la historia de la Guerra.: 7  Jorge Basadre lo expresa así: "Las hazañas de los héroes en las guerras las cantan y exaltan generalmente sus connacionales, mientras el enemigo las calla, niega o disminuye, presentando a veces relatos prosaicos que manchan alevosamente o deshacen con crudeza la poesía que ellas albergadas.": 271 

## Prisioneros civiles peruanos
En 1882, durante la ocupación de Lima, las fuerzas peruanas reunidas por Andrés Cáceres lograron el retiro de las fuerzas invasoras del Valle del Río Mantaro ante lo cual el gobierno de ocupación determinó el envío de personajes peruanos de alta alcurnia como prisioneros políticos a Chile. Un primer grupo fueron puestos a bordo del transporte Chile y desembarcados en Talcahuano el 19 de agosto de 1882. A este grupo siguió tres días después otro, también de presos políticos peruanos. El envío de un tercer grupo quedó también registrado en octubre de 1882.: 283–284 
La misma suerte corrieron, aunque por una razón diferente, los notables que no pagaron los cupos de guerra exigidos por el gobierno de Patricio Lynch.: 283–284 
En ambos casos se trata no de prisioneros de guerra sino de prisioneros políticos.

## Casos excepcionales
Existieron por lo menos dos casos de prisioneros que no corresponden a ninguno de los casos anteriores. Se trata de diplomáticos chilenos y bolivianos, secuestrados por fuerzas peruanas y chilenas, respectivamente, desde barcos neutrales bajo la acusación de espionaje.
No se consideran como excepcionales los casos de civiles bolivianos, chilenos o peruanos hechos prisioneros durante los enfrentamientos, ya que los artículos 49 y 50 del Código Lieber permitían su detención. Tampoco los uniformados provenientes de algún país neutral que voluntariamente luchaban en uno de los ejércitos beligerantes, como el caso de Roque Sáenz Peña, que fue hecho prisionero en la Batalla de Arica y que posteriormente llegó a ser presidente de Argentina. También se sabe que fueron hechos prisioneros los extranjeros que servían en las naves de guerra de Chile y Perú, como por ejemplo

### Diplomáticos
El 1 de junio de 1879, el diplomático chileno Domingo Godoy Cruz junto a su secretario Belisario Vial fueron obligados a bajar de un transporte de pasajeros inglés que pasaba frente al Callao con dirección a Colombia donde ambos debían asumir cargos de representación chilena. Ambos fueron acusados de espionaje.: 65  También el ciudadano chileno N. López fue secuestrado desde un navío neutral en junio de 1880.
También el diplomático boliviano Casimiro del Corral junto a otras siete personas fueron secuestrados de una nave de bandera neutral, el Valdivia de la PSNC, en Antofagasta a inicios de 1880 por las autoridades chilenas.: 109 

### Agentes extranjeros
El 14 de agosto de 1879 fue capturada una lancha peruana en las cercanías de Iquique de la que los extranjeros Guillermo Alfredo Scott, mecánico inglés, Juan Shertzer, mecánico estadounidense, Abraham Brown, fogonero jamaicano y, por último, el marinero griego Cosme Espiro formaban parte de la tripulación y a quienes se les encontró un documento que acreditaba su contratación con el fin de hundir con sus torpedos una o varias naves chilenas con una recompensa de ₤ 10000 por cada barco hundido. Entre considerarlos como mercenarios o como prisioneros de guerra, se les aplicó la ordenanza de la Armada, lo que finalmente resultaba en una vía intermedia. Fueron condenados a cárcel.: 89–92 

## Otros prisioneros de renombre
- Luis Uribe, último comandante de la Corbeta Esmeralda
- Manuel Bulnes Pinto, hijo, sobrino y nieto de presidentes de Chile
- Guillermo Billinghurst, presidente del Perú
- Eliodoro Camacho, presidente de Bolivia
- Manuel Candamo, presidente del Perú
- Francisco García-Calderón Landa, presidente del Perú durante la ocupación
- Miguel Iglesias, presidente del Perú
- José Antonio de Lavalle, signatario peruano del Tratado de Ancón